# Jean-Martin Charcot
Pour les articles homonymes, voir Charcot.
Ne doit pas être confondu avec Jean-Baptiste Charcot.
Jean-Martin Charcot, né le 29 novembre 1825 à Paris 2e  (Seine) et mort le 16 août 1893 à Montsauche-les-Settons (Nièvre), est un neurologue français, professeur de clinique des maladies nerveuses à la faculté de médecine de Paris et académicien.
Découvreur de la sclérose latérale amyotrophique (SLA), une maladie neurodégénérative à laquelle son nom a été donné dans la littérature médicale francophone, il est le fondateur avec Guillaume Duchenne de la neurologie moderne et l'un des grands promoteurs de la médecine clinique, une figure du positivisme. Ses travaux sur l'hypnose et l'hystérie, à l'origine de l'École de la Salpêtrière, ont inspiré à la fois Pierre Janet dans ses études de psychopathologie et Sigmund Freud, qui a été brièvement son élève et l'un de ses premiers traducteurs en allemand, en ce qui concerne l'invention de la psychanalyse.

## Biographie

### L'ascension sociale par la science

#### Jeunesse (1825-1848)
Jean-Martin Charcot n'a pas laissé d'écrits autobiographiques, et ce que l'on connaît de son histoire personnelle repose essentiellement sur ses travaux et le témoignage de ses collègues.
Jean-Martin Charcot naît au 1 de la rue du Faubourg-Poissonnière et grandit au 27 de la rue Bleue sous le règne de Charles X, dans un milieu de petite bourgeoisie, aîné de trois frères, Eugène Martin (1826-1869), qui deviendra marin et mourra spahi des régiments sénégalais au cours d'une mission, Pierre Martin, né en 1828, qui reprendra l'entreprise familiale, et Émile Martin (1830-1899), qui deviendra chef de bataillon dans l'intendance des Armées.
Le futur anatomiste apprend le dessin auprès de son père, lui-même sellier dans l'entreprise de charronnage de son propre beau-père, le grand-père maternel de Jean-Martin. Il perd sa mère à l'âge de treize ans, en 1839. Il poursuit ses études secondaires au collège Bourbon puis, en tant que pensionnaire, au lycée Saint-Louis jusqu'au 31 août 1843, avec la réussite au baccalauréat de lettres.
Il les complète par une année consacrée à obtenir le baccalauréat de sciences, une année préparatoire et une année d'externat, en 1846-1847, à la faculté de médecine, cursus qui inclut des stages à l'hôpital Necker et à celui de la Charité, puis, en 1848, à l'hôpital Saint-Louis, auprès du professeur Jean Lugol.

#### Internat (1849-1853)

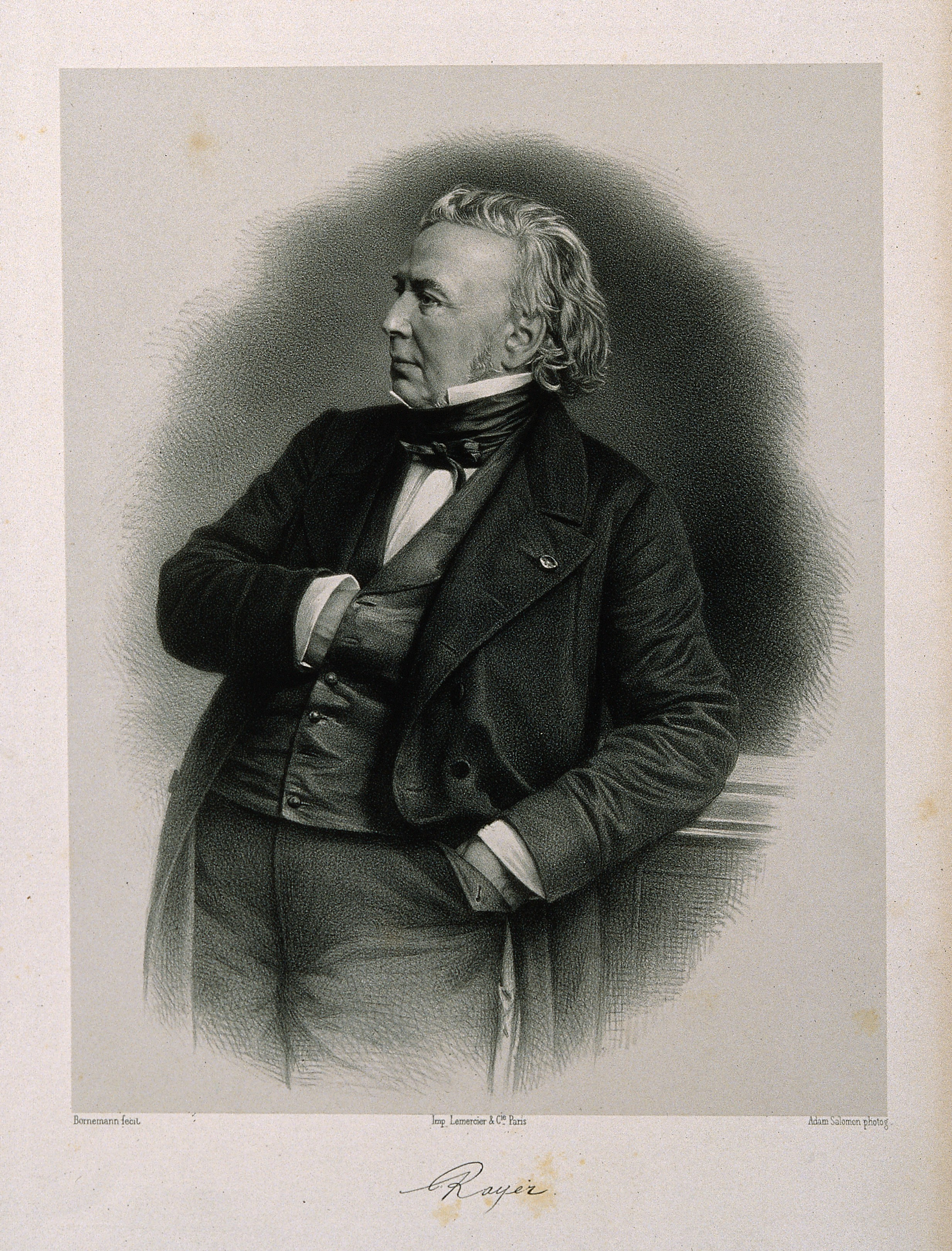
Pierre Rayer, académicien positiviste proche des saintsimoniens qui a formé Claude Bernard, a remarqué le talent scientifique de l'interne Charcot et soutenu en plusieurs occasions de façon déterminante la carrière de celui-ci.

Après un premier échec en 1847, Charcot est admis cinquième sur dix-neuf au concours de l'internat des hôpitaux de Paris le 18 décembre 1848, neuf mois après la Révolution qui a instauré la Deuxième République. Il travaille dès lors comme interne, logé et rémunéré, en 1849 au Bon Secours auprès de Jules Béhier, ex-médecin de Louis Philippe et promoteur des psychotropes, en 1850 à la Pitié auprès de Pierre Adolphe Piorry, en 1851 à la Charité auprès de Pierre Rayer.
Ces deux derniers médecins le forment à la méthode d'observation clinique mise au point dix ans plus tôt dans ce dernier service par Claude Bernard, quand celui-ci y était externe. C'est à la Charité que Charcot découvre l'hystérie, qui y fait l'objet de l'étude de son inventeur, le chef de service Pierre Briquet. En 1851, Rayer le fait admettre précocement à la Société de biologie où le jeune homme est parrainé par François Magendie, Claude Bernard, Émile Littré, et où il se liera ultérieurement à Paul Bert.
En 1852, il est admis à la Société anatomique de Paris et poursuit son internat dans le service des femmes et des vieillards de Cazalis à la Salpêtrière. Les observations cliniques qu'il y effectue nourrissent une thèse dirigée par Piorry et soutenue le 16 mars 1853 devant Armand Trousseau, lequel l'a gratifié d'une mention hors normes, « extrêmement satisfaisant ». Charcot y marque l'histoire de la gériatrie en établissant la différence entre la goutte et le rhumatisme articulaire chronique et reçoit le prix Montyon.

#### Carrière ascendante à l'ombre de Rayer (1854-1861)
Lauréat de la faculté de médecine, il est nommé chef de clinique de Piorry. Sur recommandation de Rayer, le banquier Benoît Fould, frère du ministre Achille Fould, l'appointe comme médecin de famille, ce qui lui permet de se constituer une clientèle privée mondaine et fortunée dans un cabinet qu'il ouvre à domicile, 6 cité Trévise, dans le faubourg Montmartre de son enfance. Se contentant le plus souvent de prescrire, selon le précepte « Primum non nocere », de la belladone, du bromure, des élixirs et des cures qui contribueront fortement au succès de la station de Lamalou-les-Bains, il épargnera en quarante années de pratique, tout en dépensant sans compter, un capital de plus de deux millions et demi de francs,.

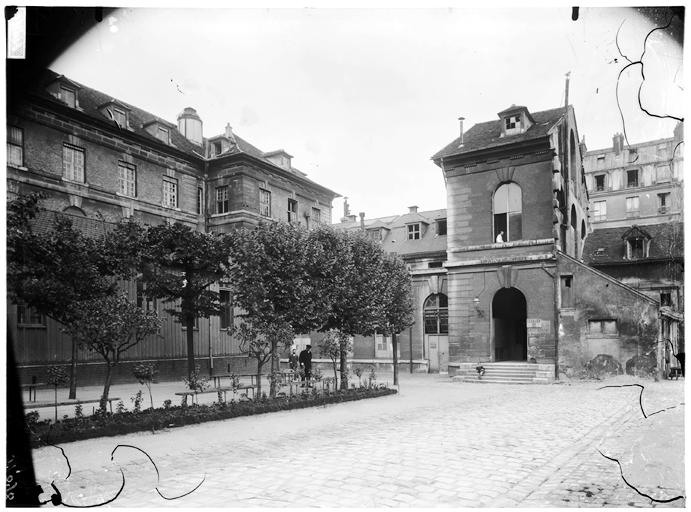
Un pavillon de la Salpêtrière, ici un demi-siècle après l'arrivée de Charcot.

Il passe avec succès le concours des médecins des hôpitaux le 21 avril 1856 et est affecté à l'hôpital de la Salpêtrière. Il occupe un poste ingrat de tri et d'orientation des patients et effectue des remplacements. Toutefois, ses nombreux articles publiés dans des revues scientifiques lui valent d'être reconnu pour sa compétence. Le 22 août 1858, grâce à l'appui de Rayer, devenu le médecin de l'Empereur Napoléon III, il est nommé chevalier de la Légion d'honneur et donne des conférences de pathologie à la Pitié et à l'École pratique de pathologie de la Faculté de médecine.
Reçu laborieusement, toujours grâce au zèle de Rayer qui siège au jury,, à l'agrégation de médecine en 1860, après un échec en 1857, Charcot peut accéder, au bout de deux années de probation, à la carrière de praticien enseignant. C'est alors en tant que maître de conférences qu'il continue son enseignement d'anatomie pathologique à l'École de médecine.

### Chef de service à la Salpêtrière

#### Médecin établi (1862-1865)

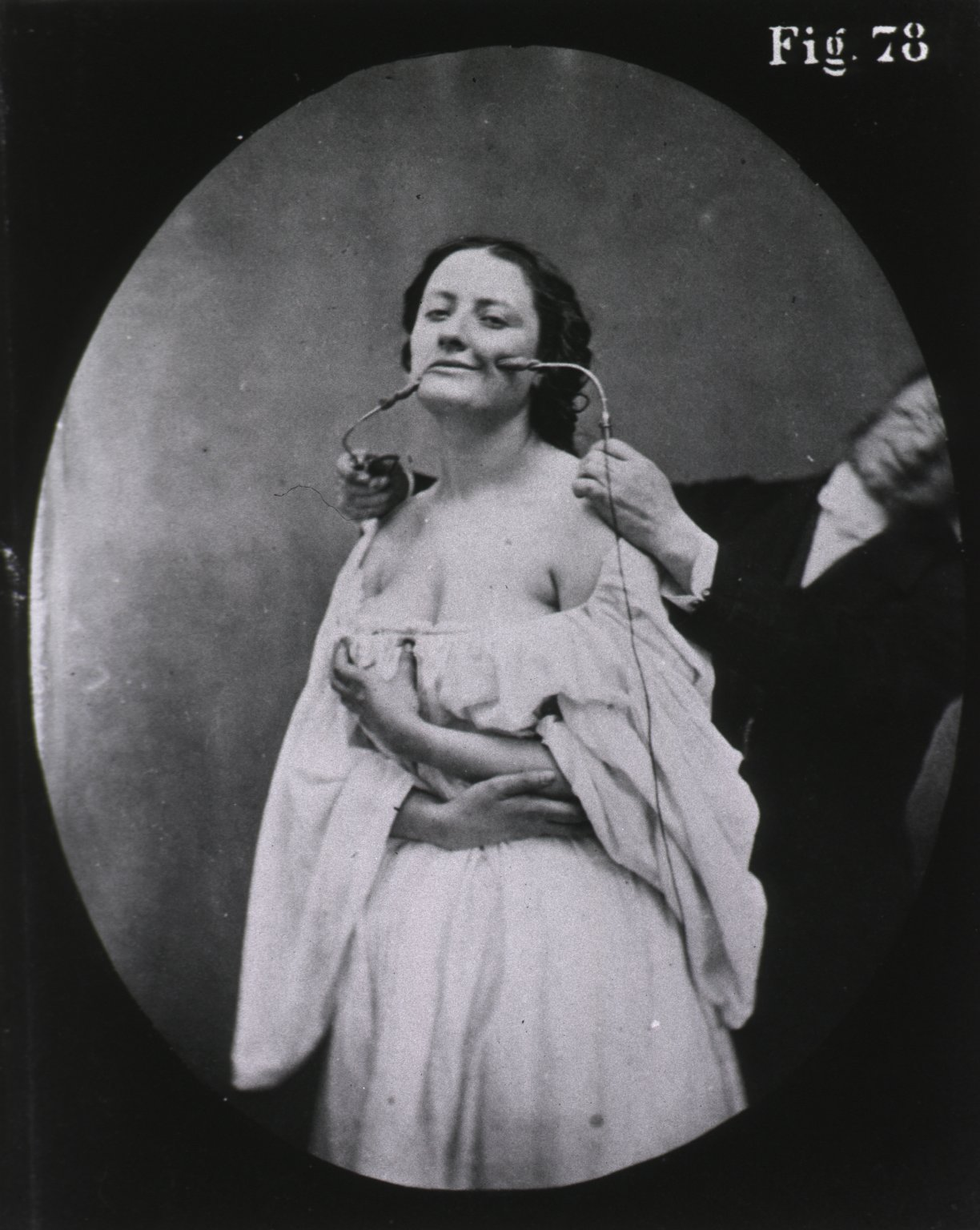
Stimulation électrique, ici des muscles du sourire, que pratique Duchenne dans le laboratoire de Charcot.

Le 13 novembre 1861, Charcot et Vulpian sont promus chefs de service des deux services de médecine générale de la Salpêtrière, qui est appelée depuis 1837 Hospice de la Vieillesse-Femmes et dépend depuis 1849 de l'Assistance publique de Paris. Charcot prend la direction du plus important, soit cinq cents lits, dont deux cents de l'Infirmerie, cent de « reposantes », qui sont des employées de l'établissement à la retraite, le pavillon des grands infirmes et celui des incurables.
S'inspirant des méthodes de Rudolf Virchow, il installe un laboratoire où il accueille les travaux de Duchenne de Boulogne, et procède au premier recensement systématique des pathologies de ses patientes, son « musée pathologique vivant ».
À trente neuf ans, le 31 mars 1864, le professeur Charcot, homme timide face aux femmes, se marie avec une veuve fortunée de dix ans sa cadette, Augustine-Victoire Durvis, laquelle a de son premier lit une fille âgée de dix ans, Marie, et habite le quartier voisin de la Chaussée d'Antin au 9 rue Laffitte, quartier de la haute bourgeoisie. Née Laurent, elle est l'héritière de la maison de couture de son grand père maternel, le tailleur Laurent-Richard, ancien fournisseur de Louis Philippe, et travaillera toute sa vie dans ses deux ateliers de création d'arts décoratifs, non sans une certaine reconnaissance. De cette union naitront Jeanne, en 1865, et Jean-Baptiste Charcot, le célèbre océanographe, à la naissance duquel, en 1867, le couple quittera le 13 rue Laffitte pour le 6 avenue du Coq. Les camarades du futur aventurier des régions polaires seront Léon Daudet et Georges Hugo, dont il épousera la sœur, Jeanne Hugo.

#### L'invention d'une neurologie scientifique (1866-1878)
Dès 1866, Charcot donne des cours publics à la Salpêtrière, le vendredi, le cours magistral, le mardi soir, la formation clinique, attirant toujours plus d'étudiants. En 1868, il décrit avec son camarade de faculté Alfred Vulpian la sclérose en plaques, qu'il différencie de la maladie de Parkinson, et, l'année suivante, la sclérose latérale amyotrophique, une maladie dégénérative à laquelle son nom restera attaché. Il effectue de nombreux travaux sur les affections de la moelle épinière, la sclérose en plaques, l'atrophie musculaire progressive, la syringomyélie en collaboration avec Alix Joffroy, les atteintes neurologiques de la syphilis ou tabès et celles de l'alcoolisme, la maladie de Basedow en collaboration avec Pierre Marie, la maladie de Menière, les atrophies musculaires progressives et héréditaires. Il produit une clinique d'une finesse inégalée des troubles neurologiques, en particulier les paralysies, les tremblements, les chorées, les vertiges, les épilepsies, et révise les classifications.
Dès l'avènement de la Troisième République, ces recherches lui valent la reconnaissance croissante de ses collègues d'Angleterre et des États-Unis, au premier rang ceux du Lancet, tel Ernest Hart (en), qui font régulièrement le déplacement, et en France, les honneurs. Soutenu par Claude Bernard, il obtient le 28 novembre 1872 la chaire d'anatomie pathologique qui lui avait été refusée cinq ans plus tôt. En 1873, il devient membre de l'Académie de médecine. Deux ans plus tard, la famille Charcot s'installe à proximité de l'Académie, dans l'aile orientale de l'hôtel de Chimay.
Dans son service, Charcot crée un laboratoire d'otologie où sont développées les techniques de laryngoscopie et un laboratoire d'ophtalmologie, que dirige Henri Parinaud et où sont étudiées les répercussions des encéphalopathies sur l'œil. À la mort de Duchenne, il crée un laboratoire d'électrothérapie qu'il confie à Romain Vigouroux. Il y élabore une électrophysiologie à fin de diagnostic. Les réponses aux stimulations galvaniques et faradiques permettent pour la première fois de repérer précisément les faisceaux musculaires et les nerfs atteints dans différentes atrophies ou paralysies.
Il systématise l'emploi de ce qui ne s'appelle pas encore la kinésithérapie et fait construire une salle d'hydrothérapie où sont pratiqués les bains sulfureux et les bains « électrostatiques ». Pour soulager les parkinsoniens, il invente un « fauteuil trépidant », que son interne Georges Gilles de la Tourette complètera d'un « casque trépidant ». Il adapte à la mesure des tremblements le sphygmographe mis au point par Karl von Vierordt et perfectionné en 1860 par Étienne-Jules Marey. Le photographe Albert Londe y ajoute ce qui est le premier film pour enregistrer le tremblement d'une lampe fixée sur la main du patient.
En 1878, Charcot est élu membre honoraire de la British Medical Association, au congrès de laquelle il participait l'année précédente à Manchester. De son prestige et sa fortune personnelle, il soutient discrètement, face à l'opposition manifestée par la majorité de ses collègues, la création à la Salpêtrière par son assistant Désiré-Magloire Bourneville, qui est, contrairement à son patron, un franc-maçon et un socialiste engagé, de la première école d'infirmières laïque, création qui visait essentiellement à exclure les représentants de l'évêché des conseils d'administration des Hôpitaux de Paris.

#### De la neurologie à la psychiatrie (1878-1880)

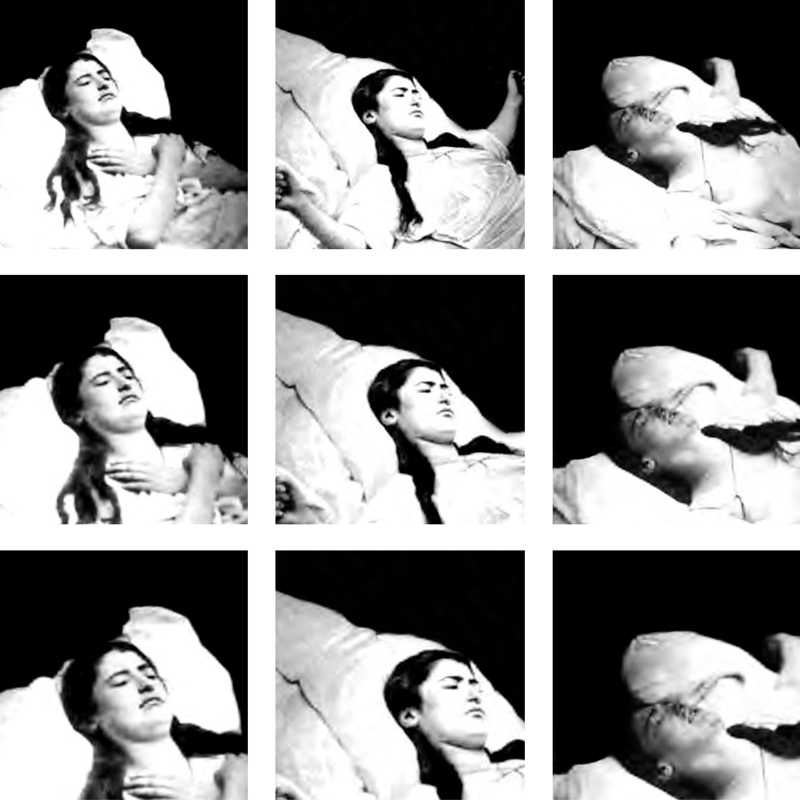
Charcot utilise dès 1878 la chronophotographie inventée par Marey pour relancer les études de Briquet sur l'hystérie, ici une patiente qui convulse sous hypnose. La photographie sert de preuve que l'extase mystique, la possession et la « grande hystérie » sont une même chose.

À partir de 1878, le neurologue aborde l'étude des processus mentaux en revenant à l'étude de l'hystérie dans un esprit positiviste de réhabilitation de la malade persécutée. C'est l'optique qu'avait adopté Pierre Briquet, héritier de l'humaniste Jean Wier, à la suite des débats animés par le comtiste Émile Littré et provoqués par la publication de la Sorcière de Michelet et surtout de Madame Bovary de Flaubert, émule du spécialiste en son temps des maladies nerveuses, Auguste Axenfeld.
Pour ses études sur l' « hystérie », au sens d'agitation provoquée par toutes sortes de désordres mentaux et non pas seulement au sens moderne de névrose hystérique, Charcot teste toutes les techniques expérimentales de l'époque, l'hypnose mais aussi l'électrothérapie, l'hydrothérapie, le magnétisme, la métallothérapie, les techniques de suspension. En mettant en scène ces techniques combinées, il provoque des « névroses expérimentales », reproductions artificielles des symptômes dont souffrent ses patientes, et met en évidence les quatre phases de la « grande hystérie ».
Il teste l'hypothèse d'une origine organique de l'hystérie et, en utilisant dans un but de prévention une ceinture de compression ovarienne,, celle d'une localisation dans des zones « hystérogènes » du corps pour, à partir de 1880, renoncer progressivement à ces préjugés. Tout en se ralliant à l'hypothèse d'une étiologie psychique, il défendra celle d'une cause traumatique de l'hystérie, point de vue battu en brèche par l'École de Nancy mais que revivifieront en 14-18 les épidémies d'« obusite » et de « léthargie ». Ce n'est qu'à partir de 1882 qu'il généralise sa théorie de l'hystérie comme un phénomène universel d'autosuggestion en réfutant que l'hystérie masculine, décrite par Briquet comme une anomalie, soit liée à l'homosexualité.
À l'instar du mouvement philotechnique, il ouvre au public ses « Leçons » en 1879. Il y expose diverses questions médicales. Les séances d'hypnose finiront par devenir un rendez-vous mondain où se croisent bourgeois et artistes. Les détracteurs du matérialisme scientiste et anticlérical ne manqueront pas d'en dénoncer la théâtralité et les artéfacts provoqués par le « […] grand prêtre de l'hystérie, cet éleveur d'hystériques en chambre […] auxquelles il inocule la folie et dont il fait, en peu de temps, des démoniaques. ».
On doit aussi à Charcot dans ses célèbres “leçons du mardi » et à son élève Henry Meige la première conception théorique de la pathologie du Juif errant. Des médecins de l'École de la Salpêtrière imaginent que les juifs souffrent d’un stress spécifique hérité au cours des siècles, résultant probablement des exclusions successives dont ils furent l’objet. Le mythe du "Juif errant" devient ainsi un sujet d’étude médicale. Selon Meige, "Presque toutes les légendes tirent leur origine d’observations populaires portant sur des faits matériels"; c’est cette observation qui lui fait penser que le Juif errant pourrait bien n’être qu’une "sorte de prototype des israélites névropathes pérégrinant de par le monde". Ayant eu l’occasion d’observer des juifs neurasthéniques ou vagabonds, il consacre à leurs cas sa thèse de doctorat et il aboutit à la conclusion suivante : “Le Juif errant existe donc aujourd’hui; il existe sous la forme qu’il avait prise aux siècles passés… Carthaphilus, Ahasvérus, Isaac Laquedem relèvent de la pathologie nerveuse au même titre que les maladies dont nous venons de retracer l’histoire",.

### Charcot mythifié et dénigré

#### La consécration (1881-1883)

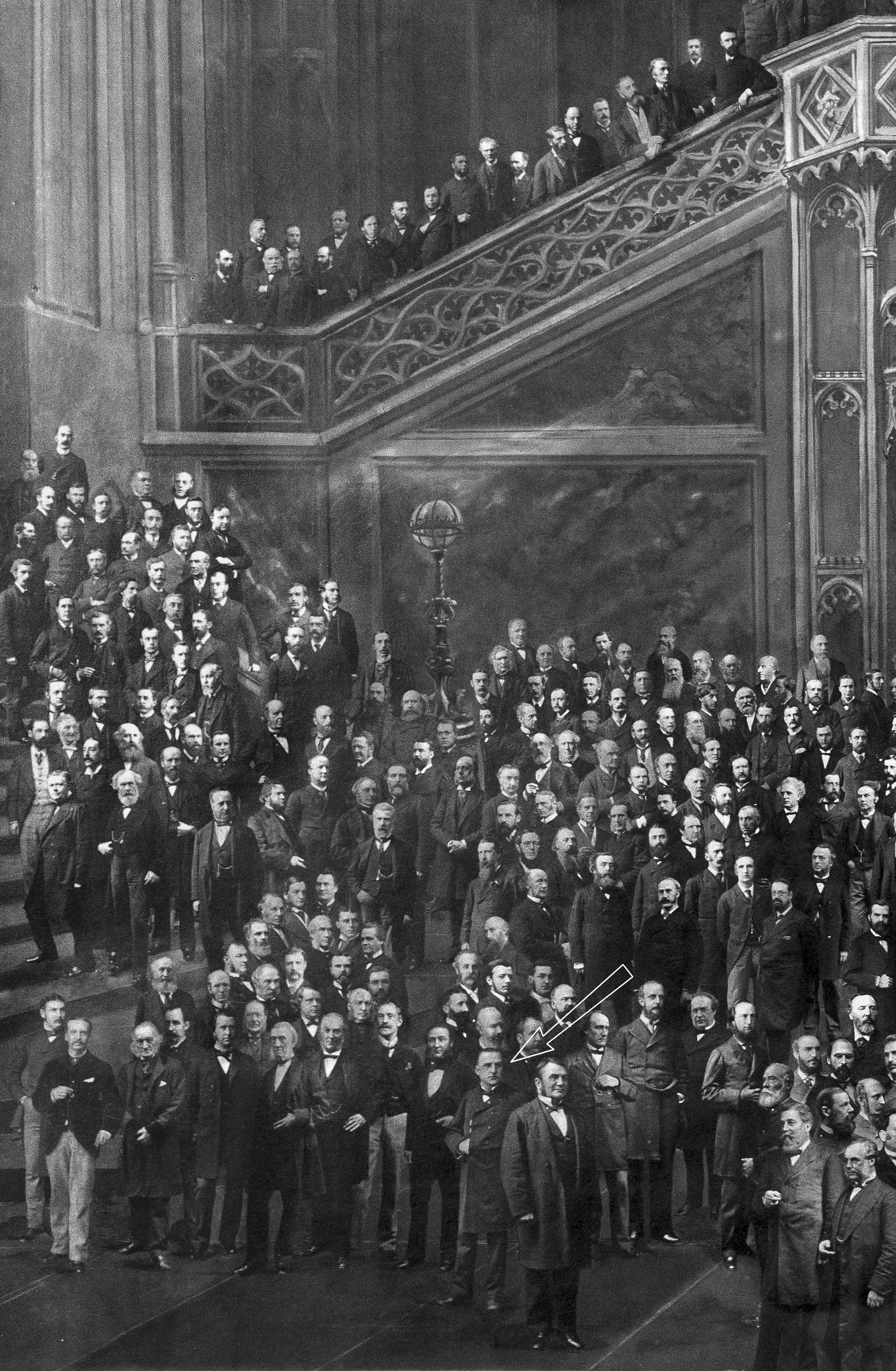
Charcot affectant une pose bonapartiste, la main sous le veston, lors du Congrès international de médecine de Londres en 1881.

En mars 1881, au cours d'un voyage à Moscou et Saint-Pétersbourg, Charcot est acclamé et célébré par ses collègues comme un thaumaturge. En août, il connaît la consécration internationale au Congrès international de médecine de Londres. Il fait sensation en présentant le moulage en cire et le squelette d'une patiente atteinte d'ataxie locomotrice. C'est à cette occasion que le président du congrès, James Paget, propose d'appeler désormais cette pathologie « Charcot disease », proposition qui ne fera pas florès d'autant qu'en français « maladie de Charcot » désignera une autre maladie neurodégénérative. La gloire de la médecine française est applaudie longuement par les trois mille représentants venus du monde entier. Reçu avec Louis Pasteur et Rudolf Virchow par le prince de Galles, il voit son visage et celui de ses deux collègues dessinés par un feu d'artifice.
Le 2 janvier 1882, à la demande de Gambetta, la première chaire des « maladies du système nerveux », première chaire au monde spécifiquement consacrée à la neurologie, est créée pour lui. La Salpêtrière devient une école de neurologie. Dès novembre, les cas cliniques de ses patients, qu'il y examine devant ses étudiants (c'est le sujet d'un tableau bien connu d'André Brouillet), font l'objet de ses exposés. Il met en évidence le rapport entre les lésions de certaines parties du cerveau et les atteintes motrices. Inversement, il démontre dans les cas d'hystérie l'absence de lésion et la similarité, parfois la spécificité, des troubles moteurs, telle la spectaculaire hypertonie des femmes arcboutées, la conversion, l'astasie abasie, etc. Ces démonstrations cliniques permettent d'invalider la théorie de la dégénérescence soutenue à l'Asile Sainte Anne par l'aliéniste Valentin Magnan.
Le 12 novembre 1883, Charcot, après plusieurs échecs, est élu à l'Institut en dépit des campagnes de la presse catholique, campagnes de dénigrement dont la virulence est proportionnelle à la célébrité de l'homme de science et qui le poursuivront toute sa vie. Il entame la publication de ses cours commencés en 1872, les Leçons sur les maladies du système nerveux. Ses collaborateurs et élèves commencent deux ans plus tard la publication des œuvres complètes du maître en quinze volumes. Le projet s'interrompra en 1890 au neuvième volume.

#### L'acmé de l'École de la Salpêtrière (1884-1886)

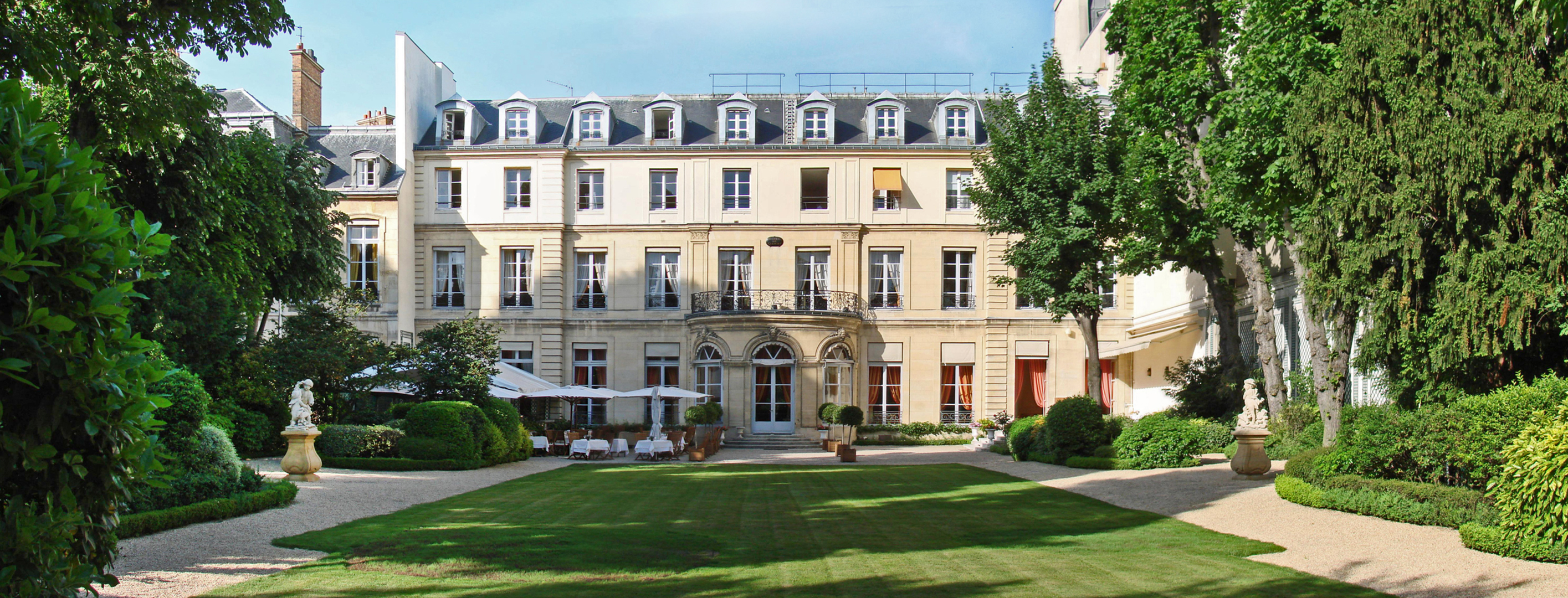
L'hôtel particulier de Charcot côté jardin. L'académicien a ajouté les deux ailes et redessiné le parc.

En 1884, Charcot est déjà une sommité mondaine, avec tout ce que cela comporte de brouilles et de calomnies, quand, grâce à la fortune de sa femme, il s'installe dans l'hôtel de Varengeville, boulevard Saint-Germain. Les jeudis soir de Madame Charcot y sont animés par des amis proches, Alphonse Daudet, le tout jeune fils de celui-ci, Léon, Philippe Burty, Paul Arène, et des collègues ou disciples, dont Adrien Proust. S'y montrent des écrivains, les frères Goncourt, Théodore de Banville, Jules Barbey d'Aurevilly, Frédéric Mistral, Édouard Pailleron, Georges Courteline, Émile Zola, Guy de Maupassant, Stéphane Mallarmé, Anatole France, Jules Renard, Jules Claretie, des plasticiens tels Jean-Léon Gérôme, Edouard Tofano (it), Alexandre Falguière, Pierre Roche, Charles Garnier, Jules Dalou, des hommes politiques, Antonin Proust, Eugène Poubelle, Louis Lépine, le futur gendre Pierre Waldeck-Rousseau, monseigneur Lavigerie…
Parmi les élèves et collaborateurs de l'École de la Salpêtrière figurent Paul Richer, Joseph Babinski, Georges Gilles de La Tourette, Albert Regnard, Gilbert Ballet, Désiré-Magloire Bourneville, Benjamin Ball, Valentin Magnan, Albert Pitres, Charles Féré, Alfred Binet, Édouard Brissaud, qui assurera l'intérim au décès du maître. Y sont étroitement associés des médecins étrangers, en particulier Eugen Bleuler et Bernard Sachs, principalement des Russes, tel Nicolas Dahl, beaucoup d'Américains, dont William James Morton (en), William James, James Jackson Putnam, le New-Yorkais Édouard Séguin, le journaliste Lincoln Steffens.
Sigmund Freud, boursier à titre étranger, y est invité d'octobre 1885 à février 1886. Il participe aux travaux pratiques, assiste aux présentations de patients et discussions théoriques avec passion et incrédulité, suit des patients de Georges Gilles de La Tourette, est introduit aux jeudis soir de Madame Charcot en l'hôtel de Varangeville, converse avec le maître et obtient même de traduire en allemand certains de ses travaux. C'est au contact de celui-ci qu'il envisage de renoncer à l'histologie et à l'anatomopathologie, ce qu'il ne fera qu'en 1888 après sa rencontre décisive avec Hippolyte Bernheim en ralliant le point de vue opposé de l'École de Nancy.
La collaboration avec Pierre Janet et la correspondance avec Freud ont pour effet de convaincre Charcot de l'étiologie psychogénétique de l'hystérie même s'il hésitera toujours entre une vision anatomique et une vision psychique de l’hystérie.

#### Leçons testamentaires (1887-1893)

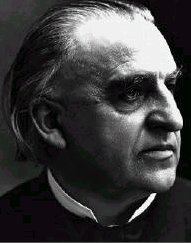
Charcot.

En 1887, Charcot publie avec son collaborateur Paul Richer, anatomiste et critique d'art, une étude de la figuration des possédés dans la peinture, que prolongera deux ans plus tard une seconde. À sept ans de la retraite, il se choisit un successeur en sortant d'un lycée du Havre un normalien, agrégé de philosophie remarqué par sa thèse sur l'automatisme psychologique. Il confie à Pierre Janet au sein de sa chaire de la Salpêtrière un séminaire de psychologie et lui fait soutenir en 1893 une thèse de médecine sur l'hystérie.
En janvier de cette année, il publie la version française d'un court traité paru quelques semaines plus tôt en anglais, La foi qui guérit. Il y donne une explication rationnelle, dans l'esprit positiviste de Claude Bernard et d'Ernest Renan, des guérisons qualifiées de miraculeuses, tout en recommandant l'usage du placebo qu'est la thaumaturgie. Il accepte la charge de conseiller scientifique de la nouvelle Revue neurologique, futur organe de la Société de neurologie de Paris qui sera fondée en 1899. Un an plus tôt, la publication de ses œuvres, interrompue en 1890, a été complétée de deux volumes reprenant ses cours donnés de 1887 à 1889. Les Leçons du mardi constituent l'aboutissement de son enseignement, resté en partie inédit.
Charcot souffre d'une insuffisance coronarienne chronique. Il subit une première attaque sévère au réveillon 1890 et, après des évanouissements répétés, doit interrompre son enseignement au cours de l'année 1891. Dans la nuit du 15 au 16 août 1893, au cours d'une excursion dans le Morvan organisée avec deux de ses étudiants pour découvrir, à l'invitation de René Vallery-Radot, Vézelay et les églises de la région, il meurt subitement d'un œdème pulmonaire dans une auberge (actuel hôtel Les Grillons du Morvan, où une plaque mentionne l'événement) située sur la route, à 150 mètres du barrage du lac des Settons. Le 19, des obsèques nationales sont organisées à la chapelle Saint-Louis de la Salpêtrière. Les honneurs militaires rendus, il est inhumé dans le caveau familial, au cimetière de Montmartre.
Il est le père du médecin et explorateur Jean-Baptiste Charcot.

## Son apport
Les travaux de Charcot peuvent être classés en trois grandes catégories : études de médecine interne, études sur les maladies du système nerveux central et périphérique et études sur l'hystérie et l'hypnose

### Contributions en médecine interne
- Description des rhumatismes chroniques (1853).
- Description de l'hyperthyroïdie et de sa tachycardie (1856).
- Description de la claudication intermittente douloureuse.
- Étude d'ensemble sur les cirrhoses du foie (1876).

### Neurologie

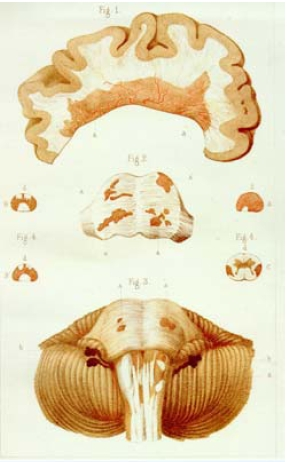
Première planche anatomique illustrant en 1868 la sclérose en plaques.

- Le rachis et les amyotrophies d'origine médullaire et bulbaire.
- Les extrémités et l'« ataxie locomotrice ».
- Le cerveau et les paralysies d'origine cérébrale, la maladie de Parkinson et la sclérose en plaques.
- Physiopathologie médullaire et phrénologie.
- Troubles fonctionnels centraux (aphasie et épilepsie).
- Troubles du langage et typologie psychologique.

### Hypnose et hystérie

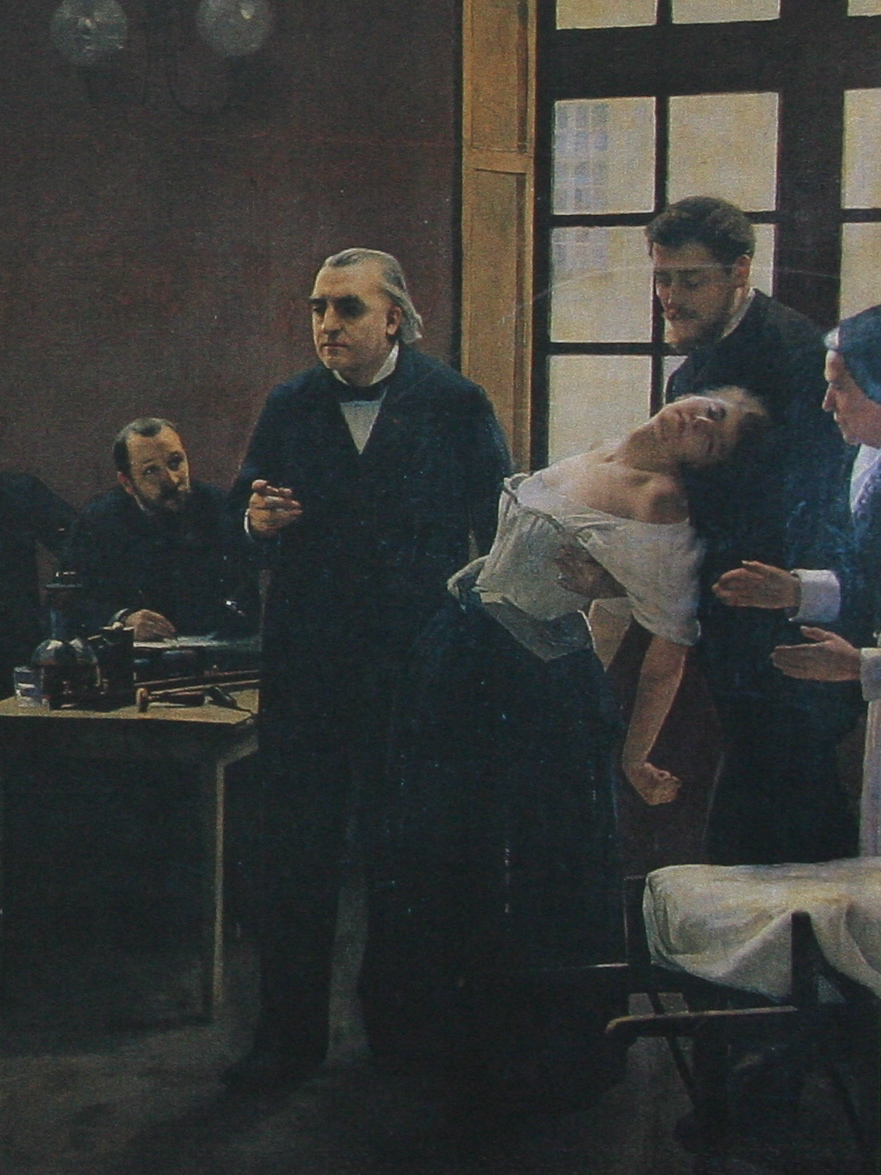
Jean-Martin Charcot présentant Blanche Wittman, sa patiente hystérique qui est soutenue par Joseph Babinski à droite, lors d'une leçon clinique à la Salpêtrière.

En 1876, Charcot est membre d'une commission nommée par Claude Bernard pour étudier les expériences de métallothérapie du médecin Victor Burq. En 1878, il commence à étudier l'hypnose sous l'influence de Charles Richet et, en 1882, dans Sur les divers états nerveux déterminés par l'hypnotisation chez les hystériques, il réhabilite l'hypnose comme sujet d'étude scientifique en la présentant comme un fait somatique propre à l'hystérie. Pour Charcot, l'intérêt pour l'hypnose est inséparable de la méthode anatomoclinique, c'est-à-dire de l'identification des altérations anatomiques susceptibles d'expliquer les maladies nerveuses organiques. Il a recours à l'hypnose dans une perspective expérimentale pour démontrer que les paralysies hystériques ne sont pas déterminées par une lésion organique, mais par ce qu'il appelle une « lésion dynamique fonctionnelle », qu'il est possible de recréer sous hypnose. Charcot n'utilise en revanche pas l'hypnose dans un cadre thérapeutique, pour tenter de « défaire » des symptômes qu'il avait d'abord provoqués de manière artificielle.
La publication du livre de Charcot marque le début de l'âge d'or de l'hypnose en France, et fait de Charcot le chef de file de ce que l'on a appelé l'École de la Salpêtrière. Charcot y décrit les quatre états du « Grand Hypnotisme » des malades hystériques :
- la léthargie, obtenue en pressant sur les paupières du sujet, durant laquelle le sujet reste inerte tout en manifestant une « hyperexcitabilité neuro-musculaire » (le moindre contact provoque une contracture) ;
- la catalepsie, obtenue en rouvrant les yeux du sujet (ou en faisant résonner un gong), durant laquelle le sujet prend les poses qu'on lui donne et « transfère » à volonté les contractures du côté du corps où l'on applique un aimant ;
- le somnambulisme, obtenu en frictionnant le sommet du crâne du sujet, durant lequel le sujet vous parle et bouge normalement ;
- le sujet fait preuve d'une amnésie totale au réveil.

Le travail de Charcot restitue également toute sa dignité au sujet de l'hystérie : la malade n'est plus une simulatrice, puisque Charcot, de toute son autorité, répond de l'authenticité et de l'objectivité des phénomènes hystériques. Les études cliniques de Charcot permettent aussi de découvrir, à la surprise générale, que l'hystérie n'est pas l'apanage des femmes.
Dans les leçons 18 à 22 des Leçons sur les maladies du système nerveux, portant sur sept cas d'hystérie masculine, Charcot déclare que les symptômes hystériques sont dus à un « choc » traumatique provoquant une dissociation de la conscience, et dont le souvenir, du fait même, reste inconscient ou subconscient. Il pose là les bases de la théorie « traumatico-dissociative » des névroses [réf. nécessaire], qui sera développée par Pierre Janet, Josef Breuer, Jean Leguirec et Sigmund Freud. Ces derniers, entre 1888 et 1889, entreprennent de « retrouver » sous hypnose les souvenirs traumatiques de leurs patients.
La cure cathartique de Josef Breuer est dérivée de l'hypothèse de Charcot sur l'étiologie traumatique de l'hystérie. Selon cette hypothèse, une personne devient hystérique lorsqu'elle est amenée à se dissocier à la suite d'un choc traumatique.
L'école de Nancy, sous la direction d'Hippolyte Bernheim, va cependant s'opposer à ses conceptions.

## Œuvre écrite
- Neurologie, [s.l.], [s.n.], [s.d.], manuscrit de 395 feuillets (fonds : manuscrits des leçons de J.M.Charcot).
- Leçons cliniques sur les maladies des vieillards et les maladies chroniques, Paris, A. Delahaye, 1874.
- Exposé des titres scientifiques, Imprimeries Cerf (Versailles), 1878.
- Sur les divers états nerveux déterminés par l'hypnotisation chez les hystériques, 1882.
- Leçons sur les maladies du système nerveux, 1885-1887.
- Avec P. Richer, Les Démoniaques dans l'art, Delahaye et Lecrosnier, 1887.
- Avec P. Richer, Les Difformes et les Malades dans l'art, Lecrosnier et Babé, 1889.
- La foi qui guérit, F. Alcan, Paris, 1897, 38 p., ,

## Célébration

### Éponymie
En son honneur, le nom de Charcot a été donné à des symptômes ou à des maladies, soit de son vivant, soit en son hommage :
- la maladie de Charcot est l'autre nom de la sclérose latérale amyotrophique. Elle désigne également l'atteinte articulaire au cours de la syphilis (désignation plus utilisée dans le milieu anglophone) ;
- la maladie de Charcot-Marie-Tooth est un ensemble de maladies héréditaires touchant les nerfs sensitivo-moteurs ;
- le signe de Charcot se voit en cas de paralysie des muscles ulnaires (anciennement « muscles cubitaux ») ;
- l'anévrisme de Charcot-Bouchard est une complication cérébrale de la tuberculose ;
- les cristaux de Charcot-Leyden se voient dans certains crachats d'asthmatique ;
- le pouls lent de Charcot est une manifestation du bloc atrio-ventriculaire pouvant conduire à une syncope ;
- le pied de Charcot est une description de l'ostéoarthropathie des chevilles et de pieds qui peut compliquer le diabète[43].

### Filmographie
- Augustine, un film français d'Alice Winocour (2012) narre la fiction d'une relation de Jean-Martin Charcot avec l'une de ses patientes atteinte d'hystérie. Il y est incarné par le comédien Vincent Lindon tandis qu'Augustine est interprétée par la chanteuse et actrice Soko.
- Oh My God!, est une comédie romantique britannique réalisée par Tanya Wexler en 2011. L'histoire se déroule à Londres durant l'époque victorienne et raconte celle du docteur Mortimer Granville qui avec l'aide de son ami Edmund St. John-Smythe, invente le vibromasseur comme remède à la prétendue « hystérie féminine »…
- Le Bal des folles, est un film français réalisé par Mélanie Laurent sorti en 2021. Il est adapté du roman du même nom de Victoria Mas publié en 2019.

### Romans évoquant sa vie ou son travail
- Le bal des folles, Victoria Mas, éditions Albin Michel, 2019.

### Hommages

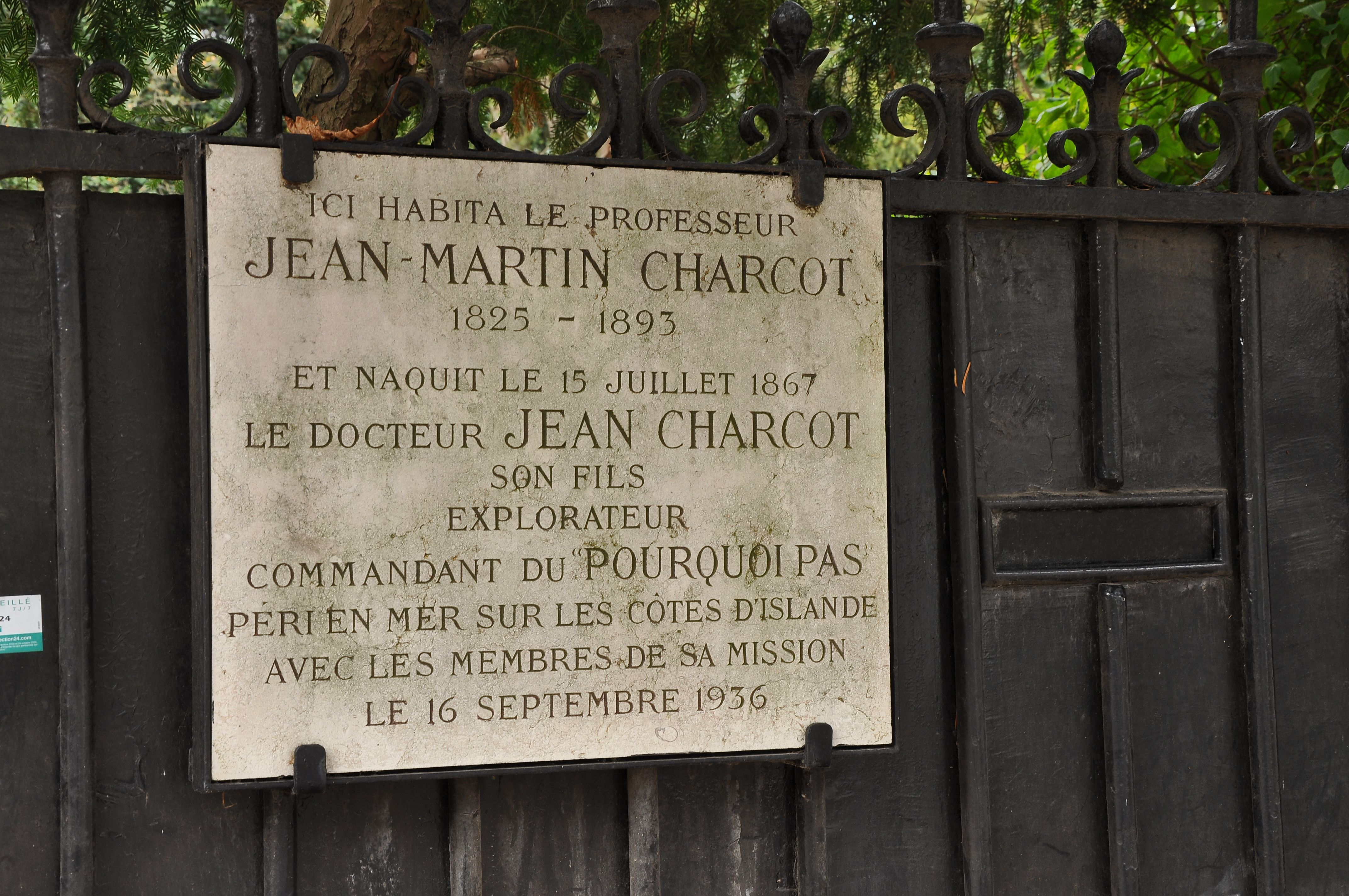
Plaque devant son domicile à Neuilly-sur-Seine.

- Une plaque est apposée devant son domicile, et celui de son fils Jean-Baptiste, à Neuilly-sur-Seine (Hauts-de-Seine), 53 boulevard du Commandant-Charcot.
- Buste de Charcot par Jules Dalou, vers 1884, bronze, Académie nationale de médecine[44].
- Portrait en médaillon de Charcot par Ella Casella vers 1890, musée Carnavalet, Paris.
- La rue Charcot, dans le 13e arrondissement de Paris, abritant notamment l'un des centres de l'université Panthéon-Assas, porte son nom, près de la Salpêtrière.
- Un timbre postal à l'effigie de Jean-Martin Charcot a été émis le 13 juin 1960.
- Plusieurs collèges français portent le nom de Jean Charcot, à Fresnes, Joinville-le-Pont, Lyon, et Saint-Malo.
- Établissement public de santé mentale Jean-Martin Charcot : centre hospitalier implanté à Caudan dans le Morbihan (proche de Lorient), sur un domaine de 35 ha environ[45].
- Centre hospitalier Jean-Martin Charcot : Hôpital psychiatrique implanté à Plaisir dans les Yvelines.

### Titres
- 1853 : lauréat de la faculté
- 1873 : titulaire de la chaire des maladies du système nerveux.
- 1873 : membre de l'Académie de médecine.
- 1883 : membre de l'Académie des sciences.

### Prix et décorations
- 1853 : prix scientifique Montyon[6], remis par l'Académie des sciences.
- Légion d'honneur : chevalier 22 août 1848, officier le 4 août 1880, commandeur le 12 janvier 1892[46].